# Аронський Емануїл Давидович
Емануїл Давидович Аронський (1901, місто Київ — 1953, місто Москва, тепер Російська Федерація) — радянський діяч, відповідальний секретар Черкаського окружного комітету КП(б)У.

## Життєпис
Народився в єврейській родині.
У лютому 1917 року вступив до РСДРП(б). У 1917 році був організатором «Союзу юних комуністів» у Києві.
У 1917—1918 роках — у Червоній гвардії. У січні 1918—1919 роках — у радянському повстанському загоні, в Червоній армії.
У 1919—1920 роках —  організатор, секретар Зафронтового бюро ЦК КП(б)У з організації підпільної роботи в Україні.
З 1921 року — завідувач організаційного відділу Петровського районного комітету КП(б)У міста Києва.
З березня до жовтня 1923 року — завідувач організаційного відділу Малинського окружного комітету КП(б)У.
З жовтня 1923 до 1924 року — завідувач агітаційно-пропагандистського відділу Черкаського окружного комітету КП(б)У.
У січні — квітні 1924 року — відповідальний секретар Черкаського окружного комітету КП(б)У.
До листопада 1927 року — відповідальний секретар Сталінського районного комітету КП(б)У міста Києва.
З листопада 1927 до 1931 року — директор кондитерської фабрики імені Карла Маркса в Києві.
У 1932 — червні 1933 року — відповідальний секретар районного комітету КП(б)У міста Києва.
З червня 1933 до квітня 1934 року — завідувач організаційного відділу та заступник 1-го секретаря Київського міського комітету КП(б) України.
7 квітня 1934 року виключений із партії. У травні 1934 року відновлений у членах ВКП(б).
Переїхав до Москви.
На 1944—1945 роки — начальник цеху Московського мотоциклетного заводу Народного комісаріату середнього машинобудування СРСР.
Помер 1953 року в Москві. Похований на Востряковському цвинтарі Москви.

## Звання
- капітан інтендантської служби

## Нагороди
- орден Леніна (3.09.1931)
- орден Червоної Зірки (16.09.1945)
- медаль «За оборону Москви»
- медалі